# Mad River (California)
Mad River es un lugar designado por el censo ubicado en el condado de Trinity en el estado estadounidense de California. En el año 2010 tenía una población de 420 habitantes.

## Geografía
Mad River se encuentra ubicado en las coordenadas 40°27′0″N 123°30′5″O / 40.45000, -123.50139.